# چاله‌پولکی
چاله‌پولکی (نام علمی: Bothriolepis) نام یک سرده از راسته وارونه‌سرین است.
این وارونه‌سرینِ ابتدایی کمابیش زمخت به‌نظر می‌رسید. سپر-تنه‌ی جعبه‌مانندش پهلوهایی تقریباً عمودی داشت و از زیر تخت بود. «بالا»ی این جعبه در گونه‌های مختلف متفاوت بود. برون‌اندام‌های صدری دراز این ماهی اغلب بیشتر از انتهای تنه‌اش امتداد داشتند. برون‌اندام‌های صدری چاله‌پولکی به باله شباهت نداشتند، بلکه ساختارهایی تیغ‌مانند و نرم‌انحنا بودند که صفحه‌های استخوانی کوچکی آن‌ها را می‌پوشاند.

## نگارخانه

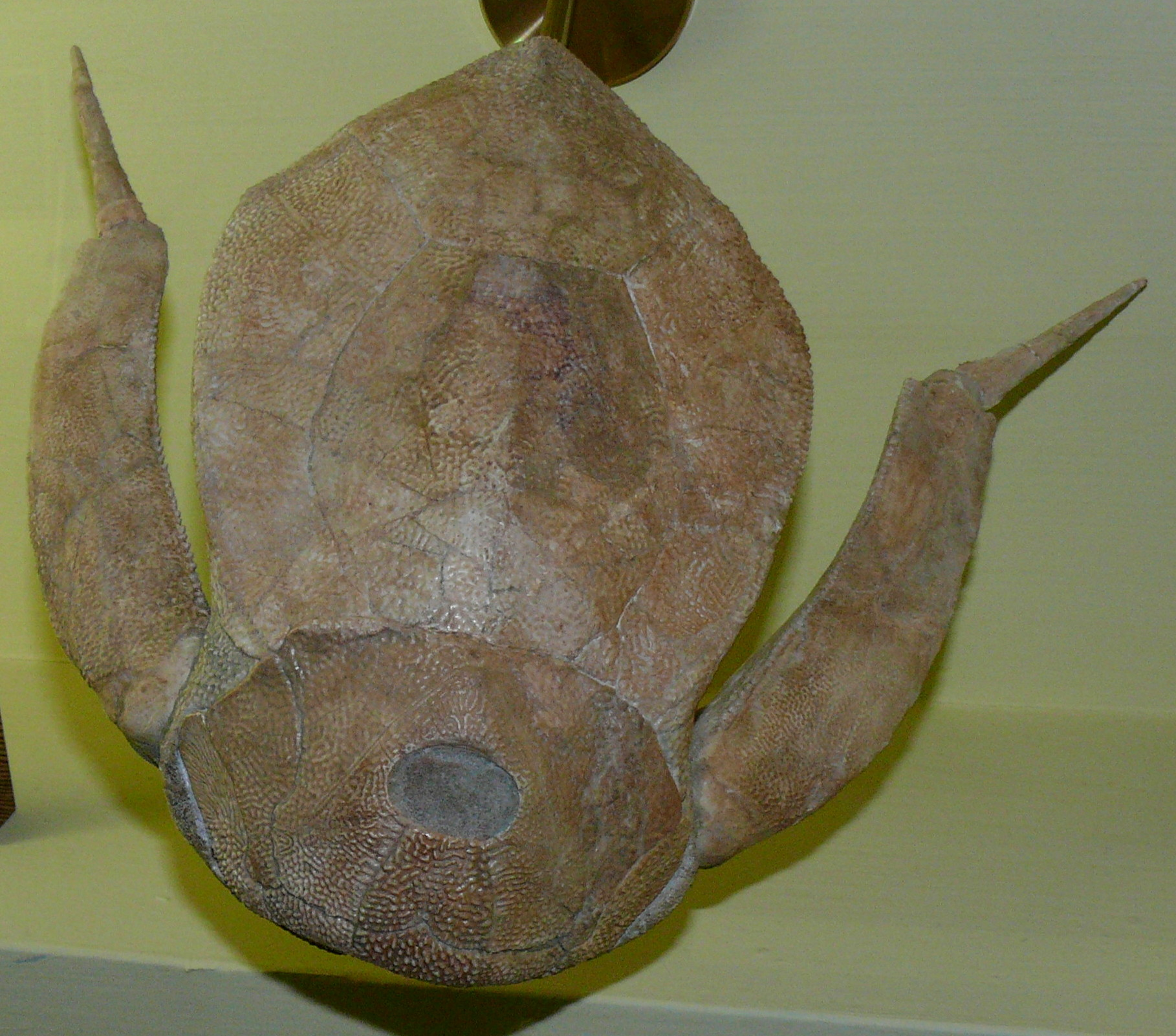
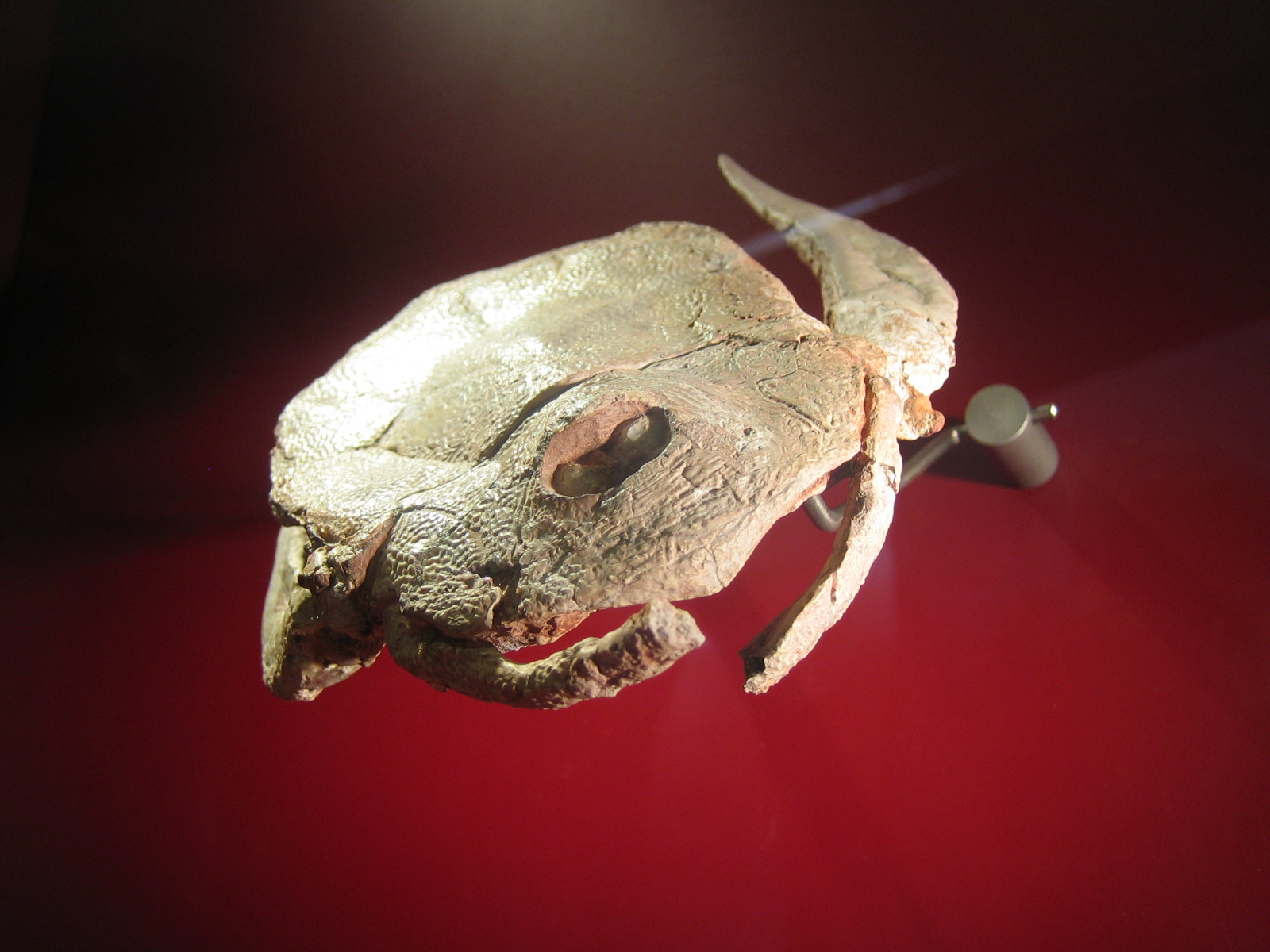
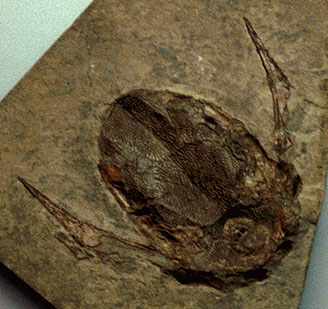
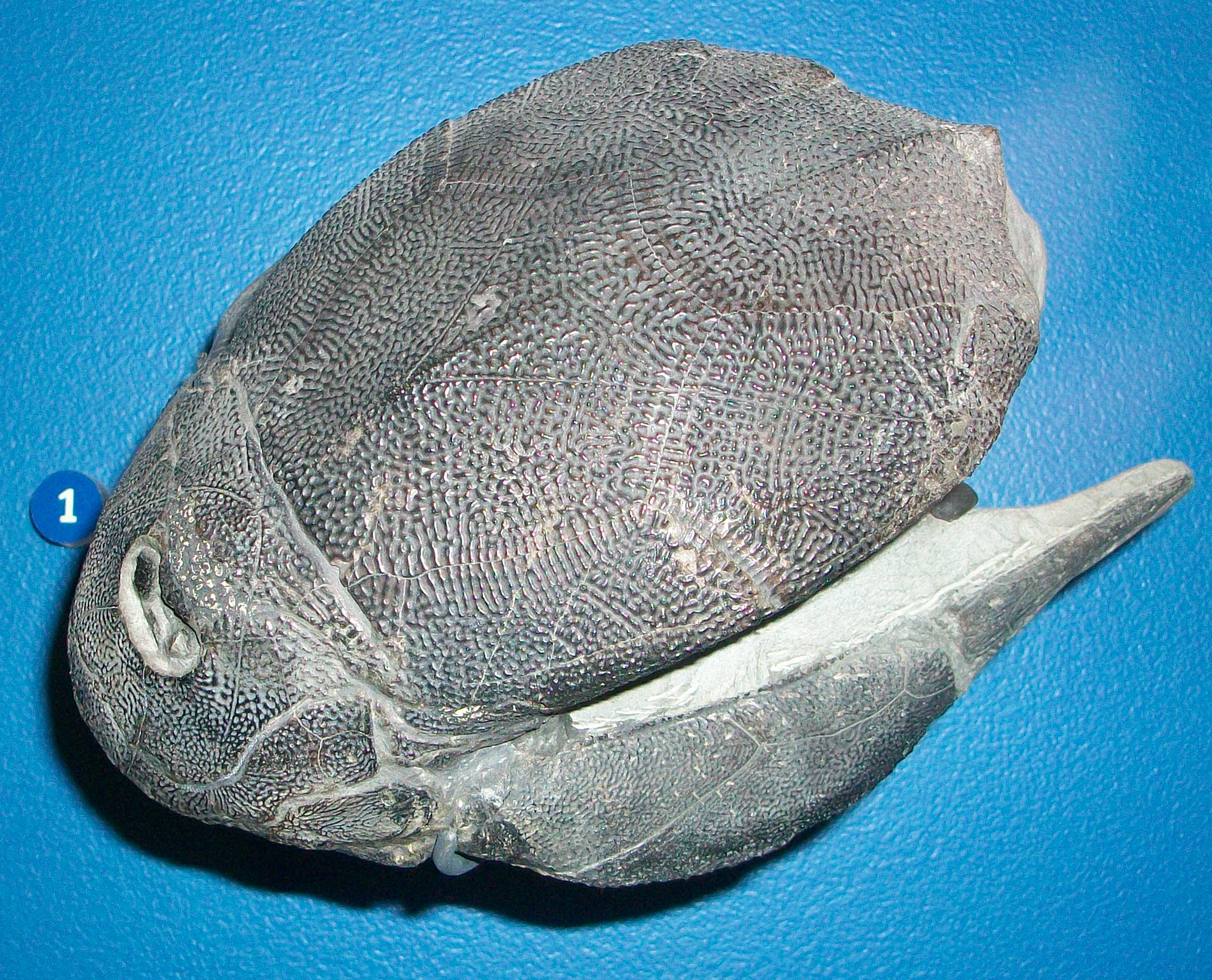